# Pozzo freatico
Un pozzo freatico è un pozzo che attinge da una falda freatica.
Quando si scava un pozzo freatico, il livello del pelo d'acqua nella canna del pozzo si dispone secondo il cosiddetto livello indisturbato della falda dopo un tempo che è inversamente proporzionale alla permeabilità dell'acquifero. 
Per la peculiarità della falda freatica (liquido non in pressione), l'acqua non può naturalmente raggiungere il piano campagna, come in alcuni casi accade nei pozzi artesiani, pertanto l'emungimento dell'acqua dal pozzo può avvenire solo mediante sollevamento meccanico (pompe).
Un pozzo freatico si dice completo quando attraversa completamente lo spessore della falda fino allo strato impermeabile (o letto della falda), altrimenti si parla di pozzo incompleto.
Il pozzo freatico può essere utilizzato per prelevare acqua principalmente per scopi agricoli/industriali, ma anche nel campo delle costruzioni quando è necessario deprimere la superficie freatica nel caso di scavi che interessano la falda.
L'acqua proveniente dalla falda freatica raramente può essere utilizzata a scopo potabile poiché, mancando una barriera protettiva superiore (come nella falda artesiana), è più soggetta a fenomeni di inquinamento; non sempre la filtrazione naturale che si compie nella formazione permeabile è sufficiente per eliminare tutte le sostanze nocive.

## Raggio d'influenza
Considerando una falda statica, per la quale la superficie piezometrica è orizzontale, quando essa viene attraversata da un pozzo, in assenza di attingimento, all'interno della canna del pozzo il pelo dell'acqua si dispone secondo la superficie piezometrica indisturbata (secondo il principio dei vasi comunicanti).
Se però, mediante una pompa, si attinge una portata costante, il livello nel pozzo si deprime, più o meno rapidamente in funzione della permeabilità del terreno, e tutta la superficie piezometrica si deforma assumendo la forma di un conoide di rotazione (per l'ovvia simmetria assiale), detto cono di depressione, teoricamente asintotico al livello della superficie freatica indisturbata.
Questo dislivello, che è funzione della portata emunta, crea una cadente piezometrica verso il pozzo, da cui trae origine un moto di filtrazione nella falda.
Col proseguire dell'emungimento, il livello nel pozzo si abbassa progressivamente (regime transitorio) fino a che la portata estratta dal pozzo è maggiore di quella che affluisce al pozzo stesso dalla falda circostante e che aumenta col crescere della depressione (aumenta la cadente).
Quando le due portate, quella prelevata e quella rifornita dalla falda, arrivano ad equilibrarsi si raggiunge il regime stazionario.
A questo punto il livello nel pozzo non varia, e il conoide diventa stabile e viene chiamato cono d'influenza;  la sua estensione varia al variare della permeabilità dell'acquifero risultando più ampio nei terreni più permeabili.
L'estensione del cono viene chiamata raggio d'influenza.
Il raggio d'influenza corrisponde al raggio di un'isola circolare al cui centro c'è il pozzo.
Se due pozzi sono posti ad una distanza minore dei rispettivi raggi di influenza, i due interferiscono fra di loro.
In letteratura esistono diverse formule empiriche e semiempiriche per il calcolo del raggio di influenza nel caso di moti stazionari:
La più utilizzata è quella di Sichardt che, per un pozzo singolo, vale:
{\displaystyle R=3000\cdot \Delta h\cdot {\sqrt {k}}}
dove:
- {\displaystyle \Delta h} rappresenta l'abbassamento in metri registrato nel pozzo in seguito al pompaggio (depressione);
- {\displaystyle k} è il coefficiente di permeabilità o conducibilità idraulica, del terreno acquifero in m/s.

Una seconda formula empirica frequentemente utilizzata è quella di Kussakin:
{\displaystyle R=575\cdot \Delta h\cdot {\sqrt {H\cdot k}}}
dove {\displaystyle H} rappresenta lo spessore in metri (carico idraulico) della falda indisturbata.
Nel caso di moti non stazionari, per il calcolo del raggio d'influenza può essere utilizzata la formula di Thesis:
{\displaystyle R=1,5\cdot {\sqrt {kH{\frac {t}{S}}}}}
dove:
{\displaystyle t} è il tempo in secondi;
{\displaystyle S} il coefficiente di immagazzinamento.
Nel caso di falda dinamica cambia la forma della superficie freatica deformata a seguito l'estrazione di acqua dal pozzo induce.
La superficie libera non ha più una configurazione a foggia di imbuto rotondo con asse di rotazione coincidente con quello del pozzo come nelle falde statiche, bensì la sua configurazione è sempre imbutiforme ma con imbuto asimmetrico.
Infatti nel tratto a monte del pozzo l'imbuto si estende teoricamente all'infinito, mentre a valle termina ad una distanza finita dal pozzo.

## Moto di filtrazione
A causa delle modeste dimensioni e della irregolarità dei canali disponibili nelle formazioni permeabili, l'acqua che vi scorre incontra una resistenza al moto elevata e pertanto è caratterizzata da un movimento molto lento, detto moto di filtrazione.
Essendo la velocità molto bassa il contributo dell'energia cinetica all'energia totale posseduta dal fluido è trascurabile, pertanto questa può essere definita in ogni punto con la sola quota piezometrica.
Il moto di filtrazione appartiene pertanto alla categorie dei movimenti in regime viscoso (o laminare o di Poiseuille) in cui la velocità (V) risulta proporzionale alla cadente piezometrica (J).
Tale proporzionalità è ben descritta dalla legge di Darcy.
{\displaystyle V=kJ}
dove {\displaystyle k} è la conducibilità idraulica dell'acquifero in m/s
Dove però le rocce filtranti hanno grossi meati, (rocce permeabili in grande) il moto dell'acqua può risultare anche turbolento e pertanto in questi casi cessa di essere valida la proporzionalità tra velocità e cadente (in questi casi la cadente è proporzionale al quadrato della velocità).
La velocità di filtrazione è una velocità fittizia tramite la quale viene sintetizzato il movimento d'insieme del fluido nel terreno tramite la legge di Darcy.
La conoscenza della velocità effettiva risulta praticamente impossibile a causa della grande complessità del sistema di cunicoli lungo i quali l'acqua filtra il quale fa assumere al vettore velocità direzioni e moduli molto variabili da punto a punto.

## Relazione fra portata e depressione
Consideriamo un pozzo completo che interessa una falda freatica statica (letto impermeabile orizzontale) contenuta in una roccia con coefficiente di permeabilità costante.
Per effetto dell'emungimento costante dalla falda, la superficie freatica, inizialmente orizzontale, si deprime in maniera imbutiforme fino a stabilizzarsi in condizione di regime.
L'andamento delle linee di flusso della falda a regime hanno una sensibile curvatura, pertanto il vettore velocità in tutti i punti della falda non potrebbe essere considerato orizzontale e pertanto lungo le superfici verticali la pressione non varia secondo la legge idrostatica (correnti lineari o gradualmente variate).
Pertanto lo studio rigoroso di tale moto di filtrazione risulta assai complesso.
In base all'ipotesi di Dupuit-Forchkeimer, la trattazione viene notevolmente semplificata.
L'ipotesi prevede di trascurare in ogni punto la componente verticale del vettore velocità di filtrazione (linee di flusso orizzontali) e che pertanto le superfici isopiezometriche risultano delle superfici cilindriche coassiali al pozzo.
In base a tale ipotesi si può calcolare la portata di regime Q (m3/s)che attraversa una generica superficie cilindrica (isopiezometrica) distante r dall'asse del pozzo
{\displaystyle Q=2\pi rhV}
dove:
{\displaystyle V} è la velocità di filtrazione in m/s;
{\displaystyle h} è il livello dinamico della falda a distanza {\displaystyle r} dall'asse del pozzo espresso in metri.
Sostituendo la legge di Darcy risulta:
{\displaystyle Q=2\pi rhkJ=2\pi rhk{\frac {dh}{dr}}}
Separando le variabili risulta:
{\displaystyle hdh={\frac {Q}{2\pi rk}}dr}
Integrando tra la parete del pozzo e la generica superfici cilindrica si ottiene:
{\displaystyle Q=\pi k{\frac {h^{2}-h_{0}^{2}}{\ln {\frac {r}{r_{0}}}}}}
dove:
{\displaystyle h_{0}} è il livello della falda nel pozzo
{\displaystyle r_{0}} è il raggio del pozzo
Se consideriamo {\displaystyle r\geq R}  (raggio d'influenza), cioè ad una distanza tale che la falda si può considerare indisturbata dall'attingimento, la precedente formula si può scrivere:
{\displaystyle Q=\pi k{\frac {\Delta h(2H-\Delta h)}{\ln {\frac {R}{r_{0}}}}}}
dove:
{\displaystyle \Delta h} è la depressione in metri
{\displaystyle R} è il raggio di influenza in metri
{\displaystyle H} è il livello indisturbato della falda a distanza R dall'asse del pozzo
Tali equazioni però non sono valide nelle immediate vicinanze del pozzo a seguito della sensibile curvatura che qui assumono le linee di flusso e che rendono inapplicabile l'ipotesi di Dupuit-Forchkeimer. 
Le suddette formule risultano valide per distanze dall'asse del pozzo {\displaystyle r\geq (1-1,5)H}.
Quando si opera con piccoli abbassamenti (Δh≤0,05H) anche per le falde freatiche si possono utilizzare le equazioni relative alle falde artesiane senza incorrere in errori apprezzabili.

## Superficie di trapelazione
L'esperienza ha messo in evidenza che il livello dinamico della falda freatica misurabile in prossimità della parete del pozzo {\displaystyle h_{0}} non coincide (ed è maggiore) con quello misurabile all'interno del pozzo {\displaystyle h_{p}}.
Esiste pertanto un tratto della parete del pozzo (quella compresa tra {\displaystyle h_{p}} e {\displaystyle h_{0}}) lungo il quale l'acqua sgorga nell'atmosfera e successivamente cola lungo la parete. Tale superficie viene chiamata superficie di trapelazione. Nell'ipotesi di Dupuit-Forchkeimer si considera anche che sia nulla tale superficie cioè che {\displaystyle h_{p}=h_{0}}.

## Curva caratteristica del pozzo
La curva caratteristica del pozzo è la relazione tra portata e depressione che per le falde freatiche è del tipo:
{\displaystyle Q=f(\Delta h^{2})}
al contrario di quella relativa ai pozzi artesiani che è invece del tipo:
{\displaystyle Q=f(\Delta h)}
In un digramma Q -Δh la curva di una falda freatica risulta convessa verso l'asse delle ordinate.
Tale curva si calcola con prove in situ mediante prove di pompaggio, misurando per vari valori della portata emunta la relativa depressione.

## Realizzazione
Le perforazioni di pozzi freatici generalmente si eseguono con apposite macchine per la trivellazione del terreno che possono essere di quattro tipi:
- sonde a percussione;
- sonde a rotazione con circolazione d'acqua;
- sonde miste a rotazione e percussione;
- sonde a rotazione con circolazione di fango.

Realizzata la perforazione viene inserita nel foro la tubazione di rivestimento definitivo per evitare che il foro si possa chiudere una volta estratta la sonda.
La tubazione di rivestimento definitivo può essere realizzata con diversi materiali a seconda dell'aggressività dei terreni attraversati.
I più utilizzati sono quelli in acciaio zincato anche se non mancano quelli in materiale plastico (es. PRFV) o addirittura in acciaio inox.
Il tubo è cieco nella parte che non interessa l'acquifero mentre risulta finestrato (filtro) nel tratto che attraversa la falda, per consentire il prelevamento dell'acqua.
Per evitare che l'acqua non di falda possa penetrare nell'acquifero (es. acqua inquinata) attraverso il foro del pozzo, spesso si provvede a cementare, nel tratto cieco, lo spazio tra la colonna di perforazione e la tubazione definitiva.
Per evitare inoltre che il materiale fino possa andare ad intasare i fori del filtro, può essere realizzato un dreno intorno al filtro stesso.
Per effettuare l'inserimento del rivestimento, la cementazione e il versamento del dreno, la sonda deve realizzare un foro in genere superiore a quello del tubo.
L'estrazione dell'acqua avviene attraverso elettropompe centrifughe ad asse orizzontale o verticale, e in quest'ultimo caso possono essere anche di tipo sommerso.
La pompa può esser installata al livello del piano campagna quando l'entità del dislivello tra l'asse della pompa, che lavora in aspirazione, e il pelo liquido dinamico nel pozzo non supera i 5-6 m per evitare la formazione di pericolosi fenomeni di cavitazione.
Altrimenti si deve installare la pompa in un apposito avampozzo il quale deve essere situato sempre ad un'altezza mai superiore a 5-6 m rispetto al livello dinamico della falda.
Quando però la profondità del pozzo e le escursioni del livello della falda rendono antieconomico realizzare un avampozzo (eccessiva profondità) si ricorre alla pompe sommerse